# Billy Craddock
Billy Wayne „Crash“ Craddock (* 16. Juni 1939 in Greensboro, North Carolina) ist ein US-amerikanischer Country- und Rock’n’Roll-Musiker. Nach einer Reihe von Rockabilly-Hits in Australien konnte er sich ab 1971 als erfolgreicher Country-Musiker etablieren.

## Leben

### Kindheit und Jugend
Craddock ist ein Cousin des Rockabilly-Musikers Gene Vincent und wurde in Greensboro, North Carolina, geboren. Mit sechs Jahren lernte er, Gitarre zu spielen und gewann mit elf einen Talentwettbewerb im lokalen Fernsehen. Den Beinamen „Crash“ erhielt er durch sein Footballteam in der High School. Musikalische Einflüsse waren vor allem Country-Stars wie Hank Williams, Little Jimmy Dickens und Ray Price.

### Karriere als Rockabilly
Nach der High School gründete Craddock seine erste Band, die Four Rebels, die vornehmlich Rockabilly spielten. 1957 machte er für das kleine Label Sky Castle Records seine ersten Aufnahmen und veröffentlichte die Single Smacky-Mouth / How Does It Feel. Noch im selben Jahr folgte Birddoggin’ / Millionaire für Colonial Records. Beide Singles verfehlten aber die Charts.
Kurz danach wurde Craddock von Columbia Records unter Vertrag genommen, die ihn als „Teenage Idol“ verkauften, um dem Konkurrenten RCA Victor etwas gegen Elvis Presley bieten zu können. Craddocks erste Single Ah, Poor Little Baby / Lulu Lee, veröffentlicht auf Columbias Sublabel Date Records, schaffte es jedoch wieder nicht in die Charts. Anfang 1959 kam Am I to Be the One / I Miss You So Much auf den Markt, aber erst mit Don’t Destroy Me vom Herbst 1959 konnte er sich auf den hinteren Plätzen der Charts platzieren. Die A-Seite dieser Single, Boom Boom Baby, avancierte in Australien jedoch zum Nummer-eins-Hit. Als Craddock zusammen mit Bobby Rydell, den Everly Brothers, Santo and Johnny und den Diamonds auf Tournee durch Australien ging, war er überrascht, auf eine Menge schreiender Jugendlicher am Flughafen zu treffen, da er nicht einmal wusste, die Spitzenposition der australischen Hitparade innezuhaben. Es folgten zwei weitere Hits in Australien und Craddock stieg zum Idol der Jugendlichen dort auf.
1961 wechselte Craddock für zwei Singles zu Mercury Records, danach zu King Records aus Cincinnati. Für King spielte er neben einigen Singles auch das Album I’m Tore Up ein. Weitere Hits in den Staaten wollten aber nicht kommen.

### Erfolge als Country-Sänger
Für die nächsten Jahre verschwand Craddock einige Zeit aus dem Plattengeschäft und arbeitete unter anderem in einer Zigarettenfabrik. Zwischen 1966 und 1967 nahm er einige unbedeutende Singles für Chart Records auf.
Erst 1971 wollte sich der Erfolg einstellen. Mit einem neuen Vertrag bei Cartwheel Records und einem Wechsel zur Country-Musik schaffte es Knock Three Times sofort auf Platz drei der Billboard Country-Charts. Auch die nächsten fünf Singles für Cartwheel schafften es in die Top-5 der Country-Charts, woraufhin ABC Records Craddocks Vertrag übernahm. Seinen ersten Hit hatte er dort 1973 mit Don’t Be Angry (#33) und konnte ein Jahr später mit Rub It In seinen ersten Nummer-eins-Hit in den Country-Charts verzeichnen. Es sollten zwei weitere Spitzenpositionen mit Ruby Baby (1974) und Broken Down in Tiny Pieces (1976) folgen. Craddock hatte sich in der Country-Szene etabliert und hatte zwischen 1971 und 1979 mit seinem vom Pop und Rock beeinflussten Sound insgesamt 18 Hits in den Top-10. Weitere Hits waren unter anderem Still Thinkin‘ Bout You, Easy As Pie oder Tear Fell.
1977 wechselte Craddock zu Capitol Records, wo er 1979 mit If I Could Write a Song As Beautiful As You seinen letzten großen Hit hatte. Seine letzte Chartplatzierung hatte Craddock 1989. Craddock tritt bis heute auf und ist vor allem in Australien als Rock-’n’-Roll-Idol sehr populär. Sein bisher letztes Album Live-n-Kickin‘ erschien 2009.
Billy „Crash“ Craddock stieg in den 1970er-Jahren zu einem ersten und bisher wenigen „Sex-Symbole“ der Country-Szene auf, da er immer äußerst moderne Kleidung trug, seine Haare machte und unter anderem das Hemd halb aufgeknöpft ließ. Seine Songs, ob Balladen oder schnellere Nummer, sowie seine Bühnenpräsenz waren oftmals an Elvis Presleys Stil angelehnt.

## Diskografie

### Singles
| Sky Castle Records |                                                                        |              |        |         |        |
| 1957               | Smacky-Mouth / How Does It Feel                                        | ZTSP-26671/2 | –      | –       | –      |
| Colonial Records   |                                                                        |              |        |         |        |
| 1957               | Birddoggin' / Millionaire                                              | 45-CR721     | –      | –       | –      |
| Columbia Records   |                                                                        |              |        |         |        |
| 1958               | Ah, Poor Little Baby / Lulu Lee                                        | 1007         | –      | –       | –      |
| 1959               | Am I to Be the One / I Miss You So Much                                | 4-41316      | –      | –       | –      |
| 1959               | Sweetie Pie" / Blabbermouth                                            | 4-41367      | –      | –       | –      |
| 1959               | Boom Boom Baby / Don’t Destroy Me                                      | 4-41470      | –      | – / 94  | –      |
| 1960               | I Want That / Since She Turned Seventeen                               | 4-41536      | –      | –       | –      |
| 1960               | Letter of Love / All I Want Is You                                     | 4-41619      | –      | –       | –      |
| 1960               | One Last Kiss / Is It True or False                                    | 4-41677      | –      | -       | –      |
| 1960               | Heavenly Love / Good Time Billy (Is a Happiness Fool)                  | 4-41822      | –      | –       | –      |
| Mercury Records    |                                                                        |              |        |         |        |
| 1961               | How Lonely We Must Be / Truly True                                     | 71811        | –      | –       | –      |
| 1962               | A Diamond Is Forever / Ole King Cole                                   | 71862        | –      | –       | –      |
| King Records       |                                                                        |              |        |         |        |
| 1964               | Right Around the Corner / Betty, Betty                                 | 45-5912      | –      | –       | –      |
| 1964               | My Baby’s Got Flat Feet / One Heartache Too Many                       | 45-5924      | –      | –       | –      |
| 1964               | Love You More Every Day / Teardrops on Your Letter                     | 45-5964      | –      | –       | –      |
| Chart Records      |                                                                        |              |        |         |        |
| 1966               | There Ought to Be a Law / Two Arms Full of Lonely                      | 1415         | –      | –       | –      |
| 1967               | Love We Live Without / Whipping Boy                                    | 1450         | –      | –       | –      |
| 1967               | Go on Home Girl / Learning to Live Without You                         | 59-1004      | –      | –       | –      |
| 1968               | Anything That’s Part of You / Your Love Is What Is                     | 59-1025      | –      | –       | –      |
| Cartwheel Records  |                                                                        |              |        |         |        |
| 1971               | Knock Three Times / The Best I Ever Had                                | A-193        | 3 / –  | 113 / – | 21 / – |
| 1971               | Dream Lover / I Ran Out of Time                                        | A-196        | 5 / –  | –       | –      |
| 1971               | You Better Move On / Confidence and Common Sense                       | A-201        | 10 / – | –       | –      |
| 1972               | Nothin' Shakin' (But the Leaves on the Trees) / She’s My Angel         | A-210        | 10 / – | –       | 1 / –  |
| 1972               | I’m Gonna Knock on Your Door / What He Don’t Know Won’t Hurt Him       | A-216        | 5 / –  | –       | 1 / –  |
| 1972               | Afraid I’ll Want to Love Her One More Time / Treat Her Right           | A-222        | 22 / – | –       | 19 / – |
| ABC Records        |                                                                        |              |        |         |        |
| 1973               | Don’t Be Angry / I’m a White Boy                                       | 11349        | 33 / – | –       | 22 / – |
| 1973               | Slippin' and Slidin' / Living Example                                  | 11364        | 14 / – | –       | 13 / – |
| 1973               | 'Till The Water Stops Runnin' / What Does a Loser Say                  | 11379        | 8 / –  | –       | 18 / – |
| 1973               | Sweet Magnolia Blossom / Home Is Such a Lonely Place to Go             | 11412        | 3 / –  | –       | 1 / –  |
| 1974               | Rub It In / It’s Hard to Love a Hungry Worried Man                     | 11437        | 1 / –  | 16 / –  | 1 / –  |
| 1974               | Ruby Baby / Walk When Love Walks                                       | 12036        | 1 / –  | 33 / –  | 2 / –  |
| 1975               | Still Thinkin' 'bout You / Stay a Little Longer In Your Bed            | 12068        | 4 / –  | –       | 1 / –  |
| 1975               | I Love The Blues and the Boogie Woogie / No Deposit No Return          | 12104        | 10 / – | –       | 6 / –  |
| 1975               | Easy as Pie / She’s Mine                                               | 17584        | 2 / –  | 54 / –  | 1 / –  |
| 1976               | Walk Softly / She’s About a Mover                                      | 17619        | 7 / –  | –       | 4 / –  |
| 1976               | You Rubbed It in All Wrong / I Need Somebody to Love                   | 17635        | 4 / –  | –       | 4 / –  |
| 1976               | Broken Down in Tiny Pieces / Shake It Easy                             | 17659        | 1 / –  | –       | 2 / –  |
| 1977               | Just a Little Thing / First Time                                       | 17682        | 28 / – | –       | 21 / – |
| 1977               | A Tear Fell / Piece of the Rock                                        | 17701        | 7 / –  | –       | 4 / –  |
| 1977               | First Time / Walk When Love Walks                                      | 17725        | 10 / – | –       | 15 / – |
| 1978               | Another Woman / Words Still Rhyme                                      | 12335        | 92 / – | –       | –      |
| 1978               | I Think I’ll Go Somewhere (And Cry Myself to Sleep) / It All Came Back | 12357        | 50 / – | –       | –      |
| 1978               | Don Juan / Things Are Mostly Fine                                      | 12384        | 57 / – | –       | –      |
| Capitol Records    |                                                                        |              |        |         |        |
| 1978               | I Cheated on a Good Woman’s Love / Not a Day Goes By                   | 4545         | 4 / –  | –       | 4 / –  |
| 1978               | I’ve Been Too Long Lonely Baby / Jailhouse Rock                        | 4575         | 28 / – | –       | 28 / – |
| 1978               | Hubba Hubba / Let’s Go Back to the Beginning                           | 4624         | 14 / – | –       | 14 / – |
| 1978               | If I Could Write a Song as Beautiful as You / Never Ending             | 4672         | 4 / –  | –       | 8 / –  |
| 1979               | My Mama Never Heard Me Sing / As Long As I Live                        | 4707         | 28 / – | –       | 24 / – |
| 1979               | Robinhood / We Never Made It to Chicago                                | 4753         | 16 / – | –       | 34 / – |
| 1979               | Till I Stop Shakin' / Sneak Out of Love                                | 4792         | 24 / – | –       | 44 / – |
| 1980               | I Just Had You on My Mind / You Just Wanta                             | 4838         | 22 / – | –       | –      |
| 1980               | Sea Cruise / She’s Got Legs                                            | 4875         | 50 / – | –       | –      |
| 1980               | A Real Cowboy (You Say You’re) / One Dream Coming                      | 4935         | 20 / – | –       | 17 / – |
| 1981               | It Was You / Betty Ruth                                                | 4972         | 37 / – | –       | –      |
| 1981               | I Just Need You for Tonight / Leave Your Love a Smokin'                | 5011         | 11 / – | –       | 20 / – |
| 1981               | Now That the Feeling’s Gone / She’s Good to Me                         | 5051         | 38 / – | –       | –      |
| 1982               | Darlin' Take Care of Yourself / Love Busted                            | 5139         | – / 28 | –       | –      |
| 1982               | The New Will Never Wear Off of You / Hold Me ight                      | 5170         | 62 / – | –       | –      |
| Cee Cee Records    |                                                                        |              |        |         |        |
| 1983               | Tell Me When I’m Hot /?                                                | 5400         | 86 / – | –       | –      |
| Atlantic Records   |                                                                        |              |        |         |        |
| 1989               | Just Another Miserable Day (Here in Paradise) / Softly Diana           | 7-88851      | 68 / – | –       | –      |
| 1989               | To Love Somebody /?                                                    |              | –      | –       | 91     |

### Alben
| Jahr | Album                                   | Chartposition | Chartposition | Label       |
| Jahr | Album                                   | US Country    | US            | Label       |
| ---- | --------------------------------------- | ------------- | ------------- | ----------- |
| 1964 | I’m Tore Up                             |               |               | King        |
| 1971 | Knock Three Times                       | 18            |               | Cartwheel   |
| 1972 | You Better Move On                      | 37            |               | Cartwheel   |
| 1973 | Two Sides of „Crash“                    | 29            |               | ABC         |
| 1973 | The Best of Billy „Crash“ Craddock      | 50            |               | Chart       |
| 1973 | Billy „Crash“ Craddock                  |               |               | Harmony     |
| 1973 | Mr. Country Rock                        | 20            |               | ABC         |
| 1974 | Rub It In                               | 6             | 142           | ABC         |
| 1974 | Greatest Hits Volume One                | 21            |               | ABC         |
| 1975 | Still Thinkin' 'bout You                | 11            |               | ABC/Dot     |
| 1976 | Easy as Pie                             | 8             |               | ABC/Dot     |
| 1976 | Crash                                   | 8             |               | ABC/Dot     |
| 1977 | Billy „Crash“ Craddock 16 Favorite Hits |               |               | Starday     |
| 1977 | Live!                                   | 11            |               | ABC/Dot     |
| 1977 | The First Time                          | 37            |               | ABC/Dot     |
| 1978 | Singing Is Believing                    |               |               |             |
| 1978 | Billy „Crash“ Craddock                  | 14            |               | Capitol     |
| 1978 | Sings His Greatest Hits                 | 30            |               | ABC/Dot     |
| 1978 | Turning Up and Turning On               | 20            |               | Capitol     |
| 1979 | Laughing and Crying, Living and Dying   |               |               | Capitol     |
| 1980 | Changes                                 | 71            |               | Capitol     |
| 1981 | Crash Craddock                          |               |               | Capitol     |
| 1982 | The Best of Billy „Crash“ Craddock      |               |               | MCA         |
| 1982 | The New Will Never Wear Off Of You      |               |               | Capitol     |
| 1983 | Greatest Hits                           |               |               | Capitol     |
| 1985 | Crash Craddock Live!                    |               |               | Cee Cee     |
| 1986 | Crash Craddock                          |               |               | MCA/Dot     |
| 1986 | Crash’s Greatest Hits                   |               |               | Colonial    |
| 1989 | Back on Track                           |               |               | Atlantic    |
| 1992 | Boom Boom Baby                          |               |               | Bear Family |
| 1996 | Crash’s Smashes                         |               |               | Razor & Tie |
| 2006 | Christmas Favorites                     |               |               | Cee Cee     |
| 2009 | Live-N-Kickin'                          |               |               |             |